# Proyecto K
Operación K o Proyecto K (del ruso: Операция К ‘Operación K’) fue una serie de cinco pruebas nucleares a gran altitud efectuadas por la Unión Soviética durante los años 1961 y 1962. Su propósito era probar la eficacia de los misiles antibalísticos SA-5 Griffon del sistema antimisiles experimental RZ-25 y su resistencia ante las explosiones nucleares cercanas. Se crearon cinturones de radiación artificiales y se midió su efecto. También se estudió el efecto del pulso electromagnético producido por una explosión nuclear en alta altitud.

## Descripción
Las cinco pruebas fueron:
| Nombre soviético | Nombre estadounidense | Fecha      | Rendimiento (kilotones) | Altitud | Nota            |
| ---------------- | --------------------- | ---------- | ----------------------- | ------- | --------------- |
| K-1              | Test #128             | 27/10/1961 | 1,2 kt                  | 150 km  |                 |
| K-2              | Test #127             | 27/10/1961 | 1,2 kt                  | 300 km  |                 |
| K-3              | Test #184             | 22/10/1962 | 300 kt                  | 290 km  | Peor efecto EMP |
| K-4              | Test #187             | 28/10/1962 | 300 kt                  | 150 km  |                 |
| K-5              | Test #195             | 01/11/1962 | 300 kt                  | 59 km   |                 |

En cada prueba se lanzaba un par de misiles R-12 desde el complejo de pruebas de Kapustin Yar, a gran altura sobre el campo de pruebas de misiles antibalísticos Sary Shagan en Kazajistán. El primer misil llevaba una ojiva nuclear. El segundo lleva sensores para evaluar los efectos de la explosión del primer misil y actuar como un blanco para los misiles antibalísticos que se estaban probando.
Las pruebas fueron llevadas a cabo en el marco de la carrera armamentista entre la Unión Soviética y los Estados Unidos, y de forma paralela a la carrera espacial.

## Objetivos
La pruebas estaban destinadas a demostrar la defensa antimisiles balísticos que supuestamente protegerían las ciudades principales en caso de una guerra nuclear.  Los peores efectos de una prueba nuclear soviética de gran altura ocurrieron el 22 de octubre de 1962 (durante la Crisis de los misiles de Cuba), en la Operación K, cuando una cabeza nuclear de 300 kilotones detonó al oeste de Dzhezkazgan (también llamado Zhezqazghan) a una altitud de 290 km (180 millas) 11 minutos después del lanzamiento. La fecha de la prueba no fue elegida de forma casual. En primer lugar puede ser vista como una respuesta a la prueba Star Fish Prime, y en segundo lugar fue sincronizada con el lanzamiento de un cohete Cosmos-11. Los científicos soviéticos instrumentaron una sección de línea telefónica de 570 kilómetros en el área afectada por la detonación a fin de medir los efectos del pulso electromagnético (PEM).

## K-1 y K-2
El 27 de octubre se realizaron las dos primeras pruebas del programa.

El 27 de octubre de 1961, mientras estabamos en el aeropuerto, fuimos testigos de las pruebas nucleares a gran altitud casi sobre nuestras cabezas en alto en el cielo era de un flash de poco menos que iluminó la zona que rodea a ninguna de las ondas de choque, ni siquiera los efectos de sonido no nos sentimos.

## K-3
El 22 de octubre de 1962 se realizó la tercera prueba nuclear "K". Desde el cosmódromo de Kapustin Yar fue lanzado el misil R-12, que tras 11 minutos de vuelo detonó la carga de 300 kt a una altitud de 290 km sobre Sary-Shagan.
La prueba coincidió con el lanzamiento del satélite DS-A1 (Kosmos-11), el cual fue diseñado para estudiar la radiación de fondo natural del espacio cercano y el estudio de la radiación producida por las explosiones nucleares a gran altura. El satélite fue lanzado desde Kapustin Yar dos días antes, el 20 de octubre.

## K-4
El 28 de octubre se condujo una cuarta prueba. La prueba sería idéntica a la K-3. El cohete R-12 cargado con la ojiva de 300 kilotones despegó desde Kaspustin Yar a las 7:30. A las 7:37:17 un cohete R-9 fue lanzado desde Baikonur, y nuevamente fracasó. Alcanzada una altura de 20 m se perdió el control de la cámara de combustión 2 de la primera fase, precipitándose el cohete al suelo. Los lanzadores N.º 5 y N°13 fueron gravemente dañados por la explosión.
Finalmente, a las 7:41, fue detonada la carga sobre Sary-Shagan a una altura de 150 km.

## K-5
La última prueba de la serie, K-5, se llevó a cabo el 1 de noviembre de 1962. En su libro "Cohetes y personas", el socio de Serguéi Koroliov, B. E. Chertok, señala que la prueba coincidió con el lanzamiento de un cohete Mars-1 desde Baikonur.

El 1 de noviembre [de 1962] fue un día frío y claro, soplaba un fuerte viento desde el norte. Al principio, se estaba preparando el lanzamiento para la noche. Corrí a la cabina después de la cena, encendí la radio, comprobé que estaban funcionando todas las bandas. A las 14 horas, 10 minutos (en adelante, hora de Moscú -. Autor) era hora de lanzamiento en la cabina y esperé el tiempo condicional. A las 14 horas, 15 minutos, sobre el sol brillante en el noreste apareció un segundo sol. Fue una explosión nuclear en la estratósfera - una prueba de armas nucleares bajo el código K-5. El estallido duró una fracción de segundo.
La explosión de la carga nuclear del R-12, a una altitud de 60 kilómetros se llevó a cabo para probar la posibilidad de poner fin a todas las formas de comunicación. En el mapa el lugar de la explosión fue a 500 kilómetros. Volviendo rápidamente al receptor, yo estaba convencido de la eficacia del experimento nuclear. En todas las bandas había un silencio total. La comunicación se restableció después de poco más de una hora. 

El lanzamiento de la Mars se llevó a cabo a las 19 horas y 14 minutos.

## Resultados
El PEM fundió los 570 kilómetros de línea telefónica monitorizada, con intensidades de corriente medidas entre los 1500 y 3400 amperios, durante la prueba del 22 de octubre de 1962. La línea telefónica fue dividida en sub-líneas de 40 a 80 km de largo, separadas por repetidores.   Cada sub-línea estaba protegida por fusibles y por protectores de sobretensión a gas.   El PEM de la prueba del 22 de Octubre (K-3) causó que se incendiaran todas estas protecciones incluyendo la línea telefónica de 570 km.   Además causó un incendio que destruyó la central eléctrica de Karaganda, e interrumpió 1000 km (620 millas) de cables subterráneos entre Akmola (actual Astaná) y Almaty.
El Tratado de prohibición parcial de ensayos nucleares se aprobó el año siguiente, poniendo fin a las pruebas nucleares submarinas, atmosféricas y exoatmosféricas.

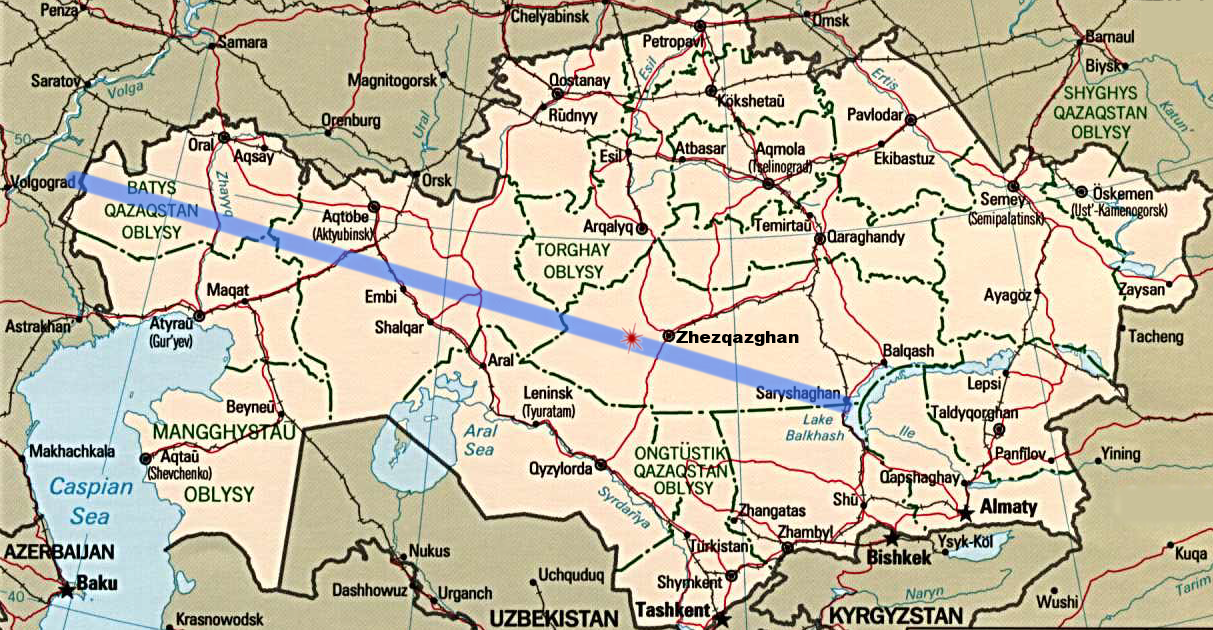
Este mapa de Kazajistán muestra la trayectoria de vuelo de los misiles R-12 (en azul) que transportaban la cabeza nuclear durante la Operación K.

  Los misiles nucleares fueron lanzados desde el Cosmódromo de Kapustin Yar al este de Volgogrado (antes Stalingrado), en la parte superior izquierda del mapa. El estallido de color rojo en la trayectoria de vuelo al oeste de Zhezqazghan es el lugar de la detonación de la prueba nuclear K-3 (prueba N.º 184). Las ubicaciones de las detonaciones de las demás pruebas no se han dado a conocer, pero a partir de las altitudes de las detonaciones publicadas y la física de base, se sabe que las otras detonaciones tuvieron lugar a lo largo de la trayectoria de vuelo designada entre el lugar de la detonación de K-3 y Saryshagan (en el extremo oriental de la trayectoria de vuelo). El daño en la línea telefónica instrumentada provocado por la prueba de K-3 fue desde Zhezqazghan través de Karaganda (Karaganda), hacia el norte de Astaná (Antes se llamaba Akmola, la capital de Kazajistán) y terminó en un lugar desconocido, al norte de Astaná.
A pesar de que las armas utilizadas en la Operación K fueron pequeñas (en comparación con las que las usadas en las pruebas estadounidenses de 1962 (Starfish Prime), puesto que las pruebas fueron hechas en una grande y poblada masa de tierra (y también en un lugar donde el campo magnético terrestre era grande), el daño causado por el PEM resultante fue mucho más grande. Después del colapso de la Unión Soviética, el nivel de este daño fue comunicado informalmente a científicos de los Estados Unidos. Existe documentación científica formal de algunos de los daños por el EMP en Kazajistán, pero sigue siendo escasa en la literatura científica abierta.
El artículo de la IEEE de 1998, sin embargo, contiene una serie de detalles sobre las mediciones de los efectos EMP en la instrumentación de 570 km de línea telefónica, incluyendo detalles acerca de los fusibles que se utilizaron y también acerca de los protectores de sobretensión a gas que se utilizaron en las líneas de comunicación. De acuerdo con ese documento, los protectores de sobretensión a gas estallaron como resultado del voltaje inducido por el componente rápido E1 del PEM, y los fusibles saltaron como resultado del componente lento E3 del PEM, el que causó corriente inducida geomagnéticamente en todas las sub-líneas.
El componente lento E3 del PEM causó interrupciones en los cables subterráneos entre Astaná y Almaty.